# Tholosgrab von Marcela
Das nur im unteren Bereich erhaltene Tholosgrab von Marcela auch Marcella; am westlichen Stadtrand von Vila Nova de Cacela, Kreis Vila Real de Santo António, an der Grenze zu Spanien, in der Algarve in Portugal hat als Kammer einen regelmäßigen Steinkreis aus 13 Platten und einen langen zweifach abgesetzten Gang, dessen Randsteine partiell erhalten sind. Das gepflasterte Endstück am Übergang zur Kammer ist gut erhalten. Der mittlere leicht trapezoide Gangbereich ist besonders stark gestört. Der besser erhaltene Eingangsteil ist ebenfalls trapezoid und am Eingang am schmalsten. Ein Teil der komplett gepflasterten Kammer ist durch drei Platten in drei Quartiere unterteilt. 

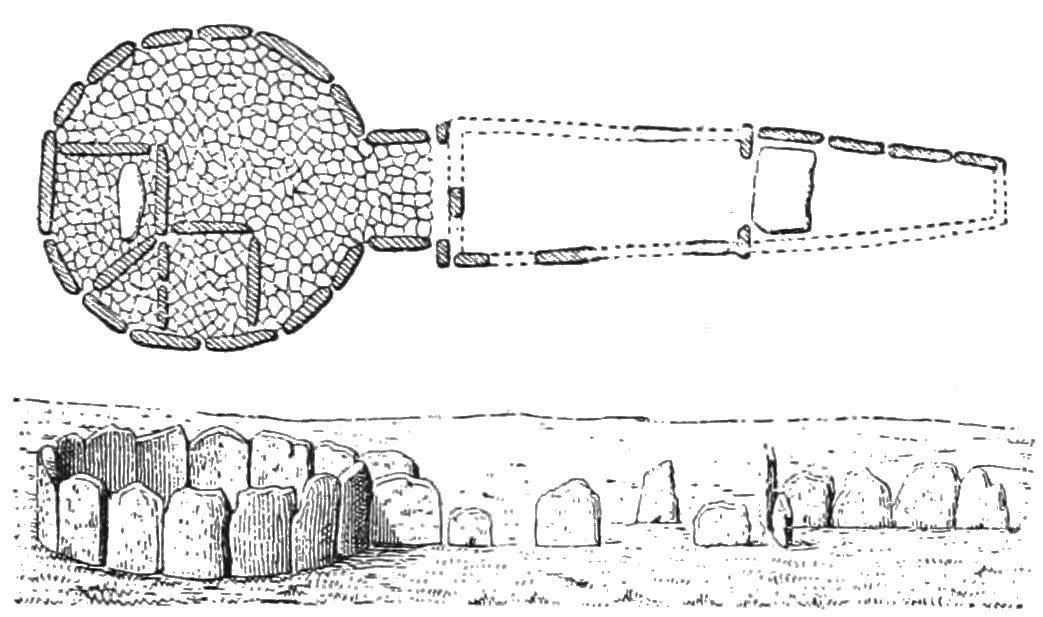
Tholosgrab von Marcela

Es ist eine der Bestattung mit den reichsten Funden. Es gab an den Rändern retuschierte Dreiecke aus Feuerstein, drei mit Ornamenten bedeckte Gefäße und 43 Beile, fast alle aus Diorit, darunter ansonsten beispiellose Exemplare, die Kupferbeile der Stufe Almería III nachahmen. Menschliche Knochen von mehr als 80 Personen aller Altersgruppen und beiderlei Geschlechts stammen aus dem Dolmen.